# Laguna Arhuaycocha
La Laguna Arhuaycocha es una laguna de origen glaciar en el Perú, localizada en la provincia de Huaylas, departamento de Ancash, en el flanco occidental de la cordillera Blanca, dentro de los límites del Parque nacional Huascarán, a unos 30 kilómetros al nordeste del poblado de Caraz. 
La laguna está a unos 4 500 metros por encima del nivel del mar. Tiene 1 107 m de largo y 400 m de ancho, con una superficie de unos 398,8 m² y una profundidad aproximada de 99.4 m. Se encuentra sobre el cauce de la quebrada del mismo nombre, con una diferencia de nivel entre el cauce y la laguna de 100 metros aproximadamente.
La laguna se halla ubicada al pie de la lengua terminal del glaciar Arhuay procedente de los nevados Pucahirca Sur (6 039 m) y Rinrihirca (5 888 m). Esta lengua glaciar es la que en su proceso de desglaciación en los últimos 30 años ha dejado tras de sí la laguna Arhuaycocha.
El acceso hacia la laguna se hace a través de una carretera afirmada, tomando la ruta desde Caraz al poblado de Cashapampay. En adelante el camino hacia laguna se hace caminando en acemiladas en un recorrido de siete a diez horas. El clima en la cuenca de la laguna Arhuaycocha, está influenciado por la altitud, por el efecto térmico de los nevados y por otros fenómenos meteorológicos regionales propios de la zona de sierra. La temperatura media anual en la cuenca de la laguna es de 3.8 °C, con una precipitación promedio de 1250 mm.